# Kainzmühlsperre
Die Kainzmühlsperre (Kainzmühlstausee, Kainzmühlspeicher) ist eine Talsperre an der Pfreimd im Naabgebirge, Vorderer Oberpfälzer Wald, in Bayern. Der Kainzmühlstausee liegt in der Gemeinde Tännesberg bei Leuchtenberg im Landkreis Neustadt an der Waldnaab.
Der Kainzmühlspeicher ist als Teil der Kraftwerksgruppe Jansen (135 MW) das Unterbecken des Pumpspeicherwerks Reisach-Rabenleite (98 MW) bei Großenschwand. Das Oberbecken ist der Hochspeicher Rabenleite. Der Trausnitzspeicher, der von der Trausnitztalsperre aufgestaut wird, dient als weiteres Unterbecken (Ausgleichswerk Trausnitz). Die Kraftwerksgruppe dient der Stromerzeugung und gehört der Engie.
Das Absperrbauwerk der Kainzmühlsperre ist eine Gewichtsstaumauer. Ein Stück flussabwärts wird aus dem Abfluss der Pfreimd aus der Kainzmühlsperre mit einem weiteren kleinen Laufwasserkraftwerk, dem Werk Tanzmühle, 3,3 MW erzeugt. Das Einlaufbauwerk der Kainzmühlsperre ist 2003 erneuert worden.
An der Staumauer und am Rundweg um den Stausee sind geologisch bedeutsame Gneisaufschlüsse zu beobachten.
Von Mai bis September 2012 wurde die Staumauer saniert. Im Jahre 2023 leerte man den Stausee. In den Jahren 2023/24 erfolgte eine Komplettsanierung der Anlage.

## Bildergalerie

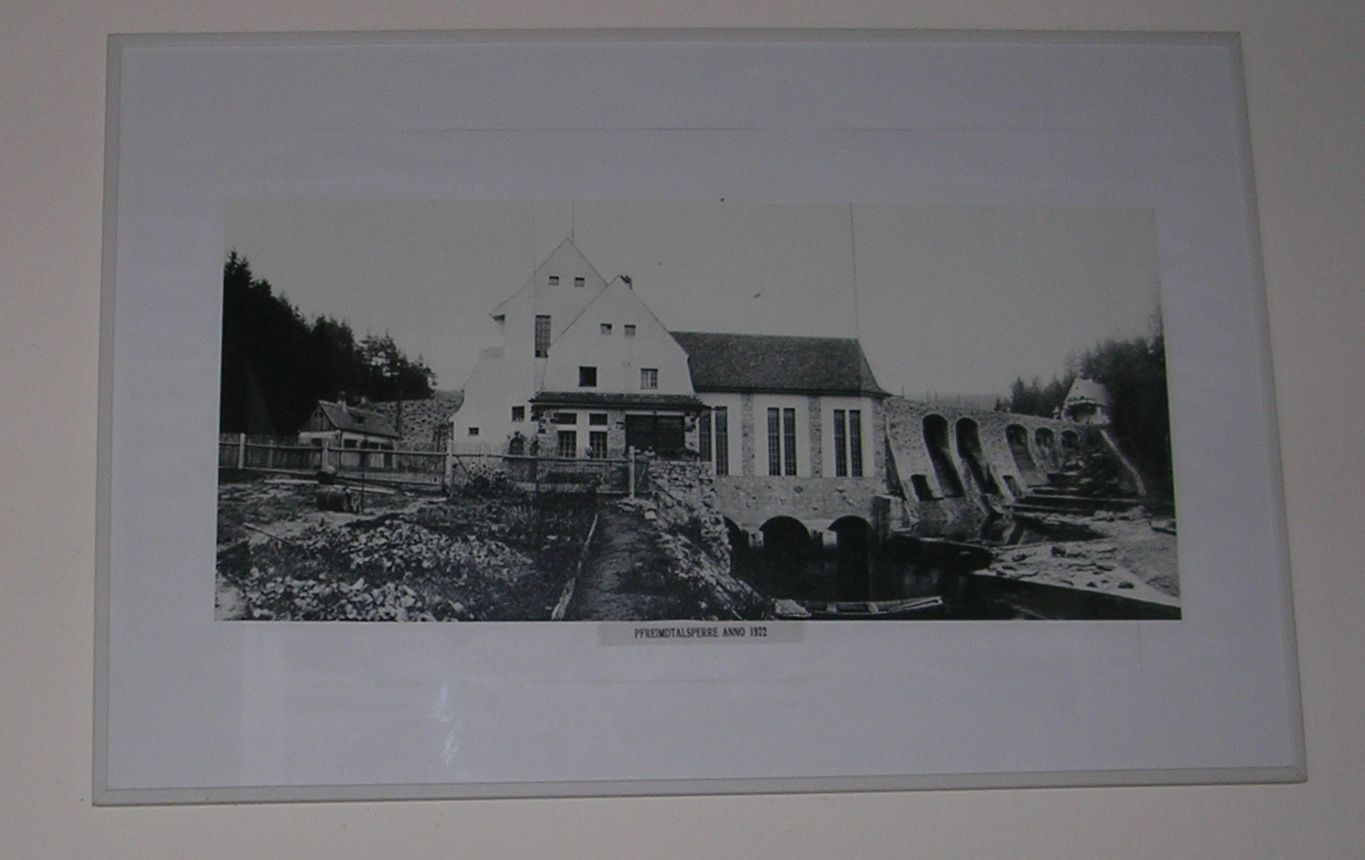
Kainzmühlsperre um 1922
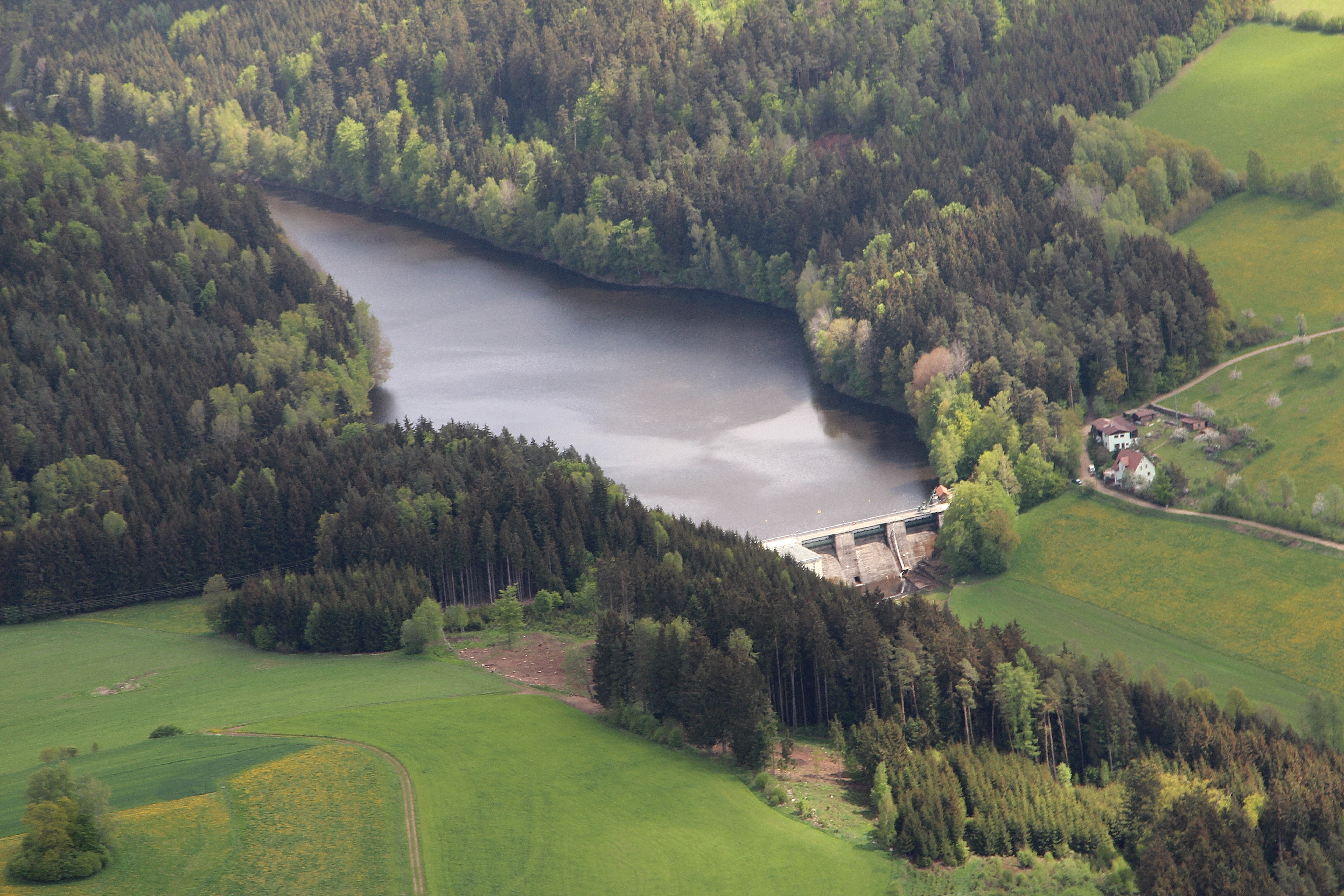
Kainzmühlsperre (2015)
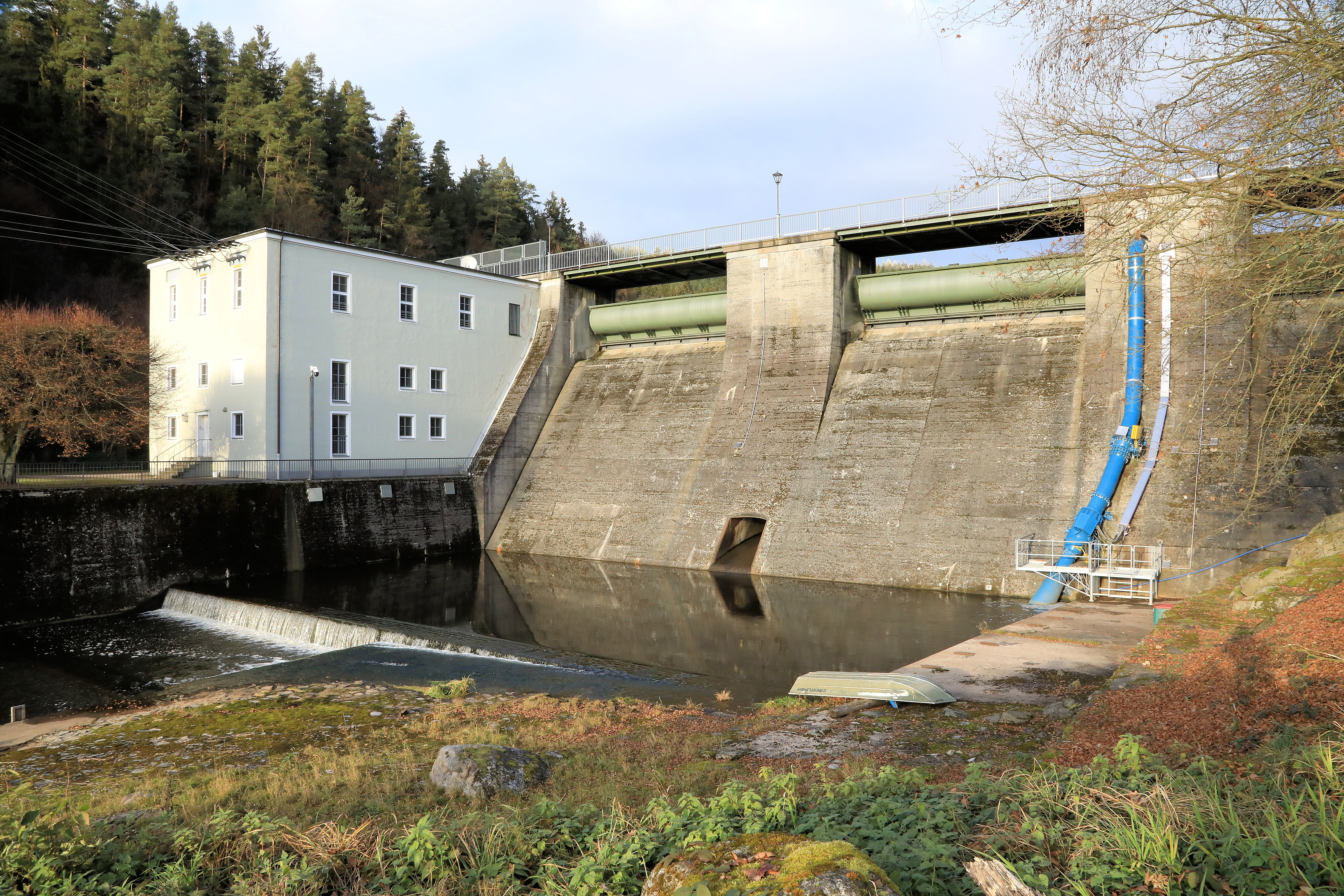
Kainzmühlsperre (2020)
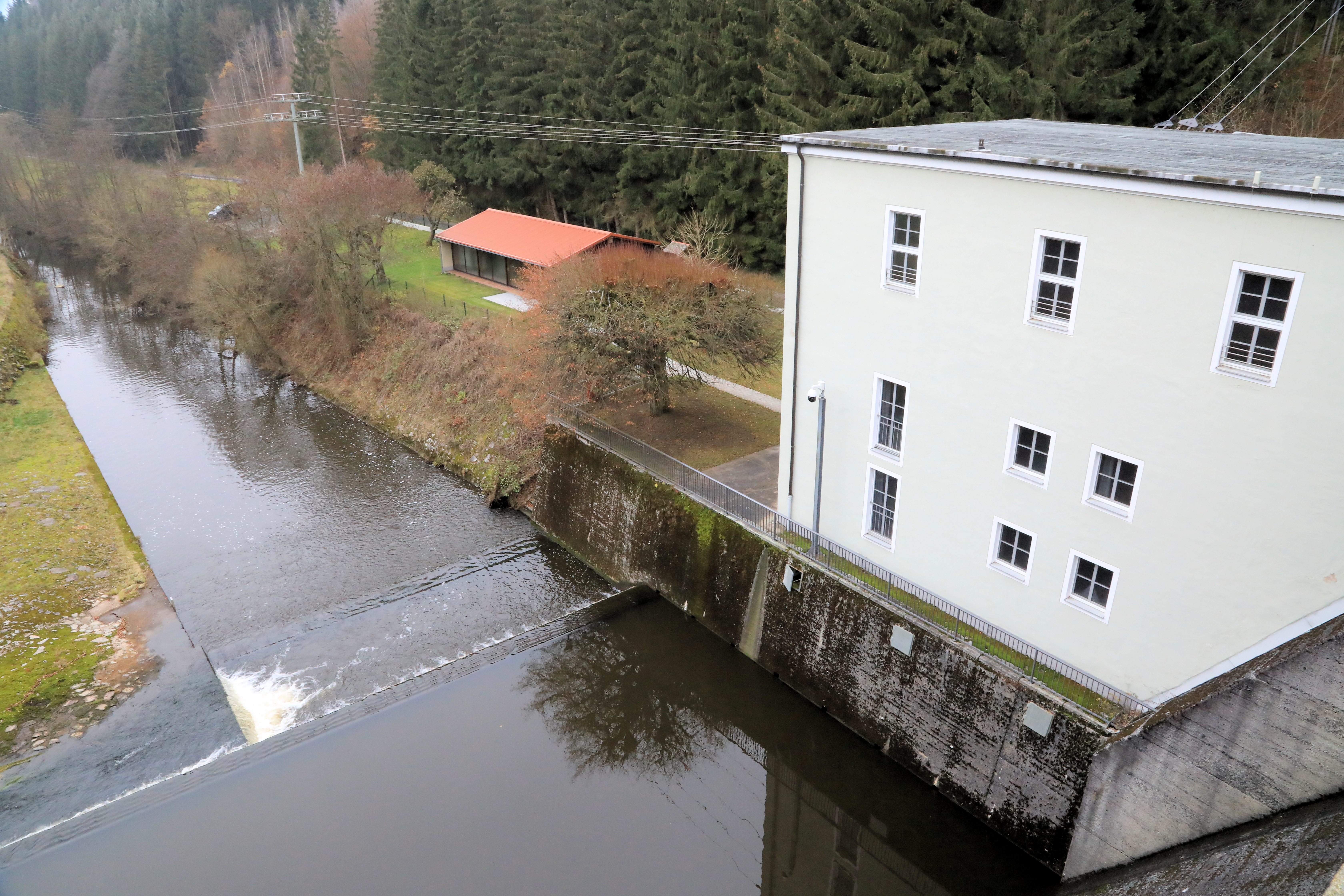
Kainzmühlsperre (2020)
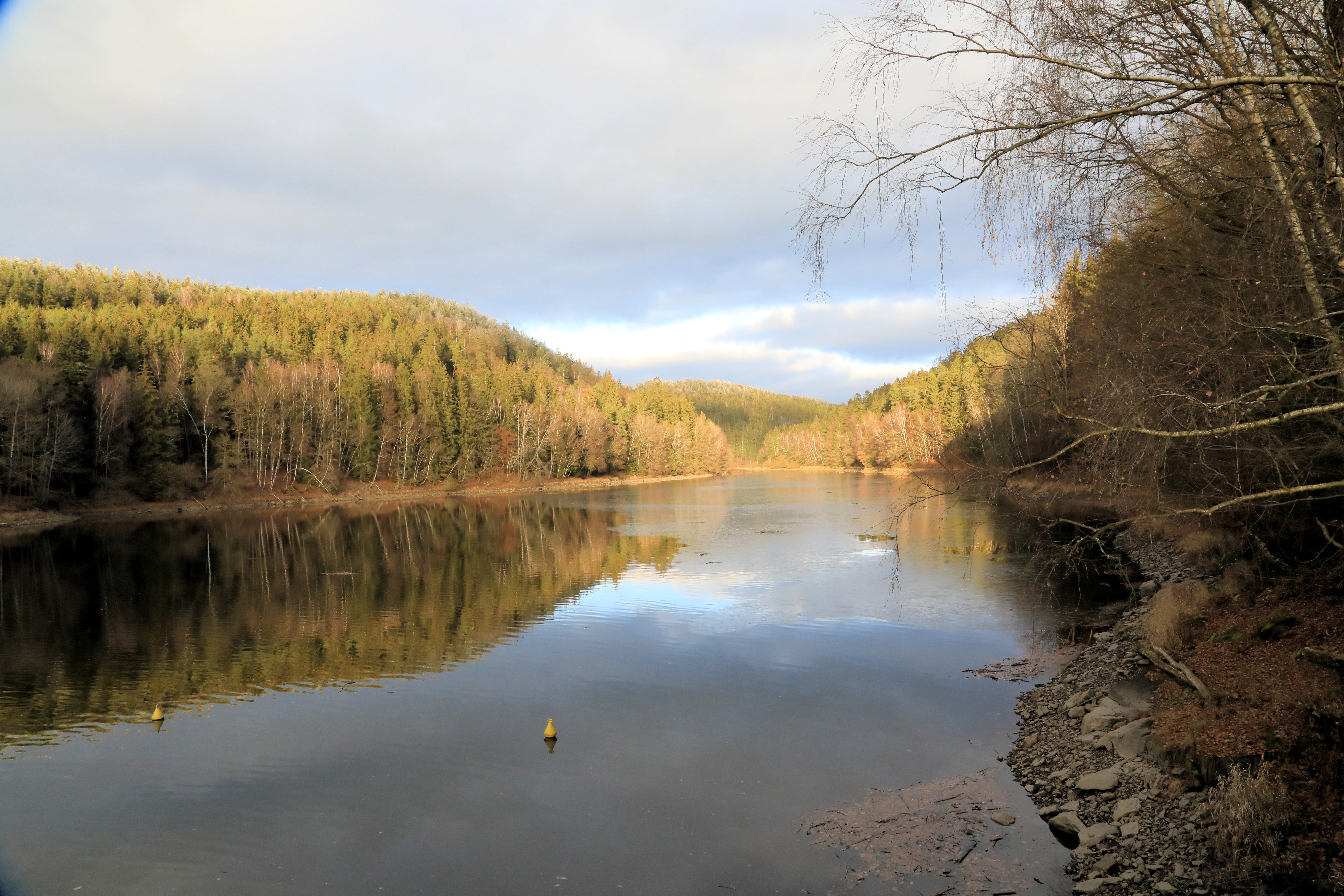
Kainzmühlsperre (2020)
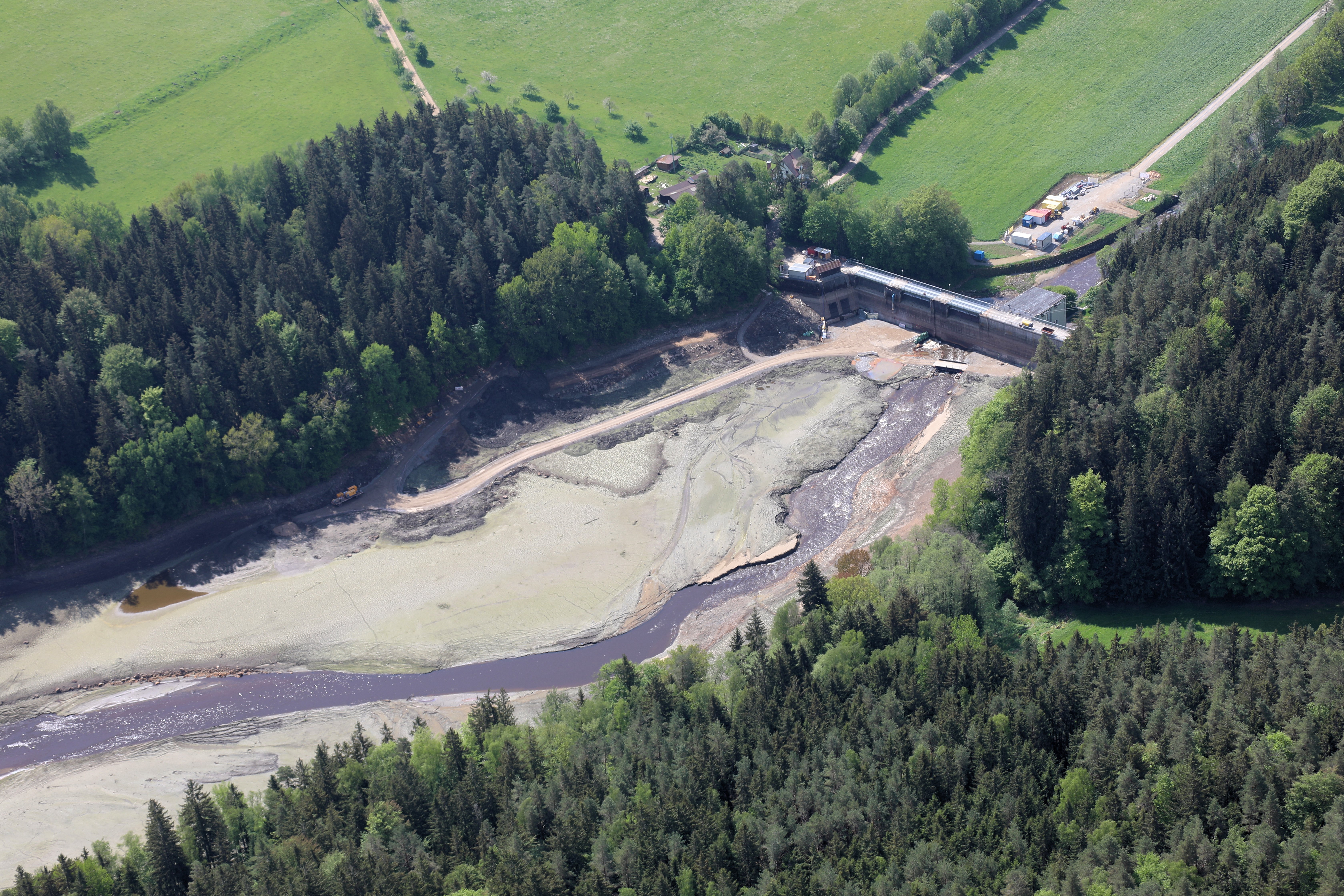
Kainzmühlsperre (2024)